# Агапов Борис Миколайович
Борис Миколайович Агапов (рос. Борис Николаевич Агапов; 6 лютого 1946, сел. Бахарден, Бахарденський район, Ашхабадська область, Туркменська РСР, СРСР) — радянський військовик, генерал-лейтенант, згодом — російський державний і політичний діяч.
Один з тринадцяти повних кавалерів ордена «За службу Батьківщині у Збройних Силах СРСР».

## Життєпис
У 1967 році закінчив Алма-Атинське вище прикордонне командне училище. Службу в прикордонних військах розпочав у Середньоазійському прикордонному окрузі.
У 1972 році закінчив факультет східних мов Далекосхідного університету.
У 1978 році закінчив Військову академію імені М. В. Фрунзе.
Протягом 1987—1989 років перебував у складі Обмеженого контингенту радянських військ в Афганістані.
У 1991—1993 роках — заступник головнокомандувача прикордонними військами, начальник головного оперативного управління.
З квітня 1993 по травень 1997 року — віце-президент Республіки Інгушетія.
З червня 1997 по червень 1998 року — заступник секретаря Ради Безпеки РФ.
У липні 1997 року включений до складу Федеральної комісії з проблем Чеченської Республіки. 1 серпня того ж року включений до складу Наукової Ради Радбезу РФ. 29 січня 1998 року призначений заступником голови Тимчасової міжвідомчої комісії Радбезу РФ з проблем розвитку Чеченської Республіки і нормалізації обстановки в Північно-Кавказькому регіоні.
У червні 1998 року призначений заступником Виконавчого секретаря СНД.
З грудня 1998 року — співголова ГПОР «За рівноправність і справедливість» (РіС).
У лютому 2002 року був затверджений представником від уряду Республіки Алтай в Раді Федерації Федеральних Зборів РФ.

## Нагороди
- Орден «За службу Батьківщині у Збройних Силах СРСР» 1-го ступеня (24.05.1989).
- Орден «За службу Батьківщині у Збройних Силах СРСР» 2-го ступеня (04.03.1988).
- Орден «За службу Батьківщині у Збройних Силах СРСР» 3-го ступеня (14.02.1977).
- медалі.